# FIFA 09
FIFA 09 ou FIFA Soccer 09 é mais um jogo da série de jogos eletrônicos FIFA da Electronic Arts. Foi desenvolvido pela EA Canada e publicado pela Electronic Arts para todo o mundo sobre a marca da EA Sports.
Sua data de lançamento foi em 2 de Outubro de 2008 na Oceania, em 3 de Outubro de 2008 na Europa e em 14 de Outubro de 2008 na América do Norte. As demos PS3 e Xbox 360 são muito semelhantes, com a diferença do estádio para a PS3 ser o FIWC Stadium (estádio exclusivo da consola e oficial da competição Fifa Interactive World Cup) e para Xbox o Wembley Stadium.
O lançamento da versão demo para Xbox 360 e PS3 foi em 11 de Setembro de 2008 e a versão demo para Microsoft Windows foi lançado no dia 10 de Setembro de 2008.
A narração é de Nivaldo Prieto e os comentários são do Paulo Vinicius Coelho o PVC, da forma como foi mostrado em uma das edições do programa Game up, da ESPN Brasil.

## Narração e Comentários
- Português Brasileiro: Nivaldo Prieto (Fox Sports) e Paulo Vinicius Coelho (Fox Sports)[5]

## Capa
Diferentes versões da capa de FIFA 09 foram reveladas:
- América do Norte » Guillermo Ochoa com Maurice Edu
- Alemanha » Kevin Kurányi com Ronaldinho Gaúcho
- Reino Unido » Wayne Rooney com Ronaldinho Gaúcho
- Brasil » Ronaldinho Gaúcho com Guillermo Ochoa e Maurice Edu
- França » Karim Benzema com Frank Ribery
- Itália » Daniele De Rossi com Ronaldinho Gaúcho
- Espanha » Gonzalo Higuaín com Wayne Rooney
- Portugal » Ricardo Quaresma com Ronaldinho Gaúcho
- Suíça » Tranquillo Barnetta com Ronaldinho Gaúcho
- República Checa » Petr Cech com Ronaldinho Gaúcho
- Hungria » Balázs Dzsudzsák com Ronaldinho Gaúcho
- Irlanda » Richard Dunne com Ronaldinho Gaúcho

## Características
Em uma entrevista feita a David Rutter, productor de linha do jogo, ele afirmou que haverá 250 melhorias no jogo.
Entre as melhorias mais importantes de FIFA 09 encontramos um sistema de colisão totalmente atualizado, que calcula a velocidade, o peso e o poder dos jogadores quando se chocam, já que cada jogador terá sua própria força individual e poder.
Desta vez, o zagueiro nem sempre ganhará, e isto poderá mudar totalmente o jogo.
Foi confirmada a nova versão de "Be a Pro" que se chamará "Joga como um Profissional", tendo a opção de jogar até 4 temporadas, a nova versão se chamará "Joga como um Profissional: Épocas". Poderá ser jogado como um jogador real ou um jogador criado pelo usuário.

## Diferenças entre Consoles

### Versão Wii
A versão para Wii do jogo é intitulada "FIFA 09 All-Play", lançada exclusivamente para esta plataforma.
Para a versão Wii, além de ter o clássico modo de jogo 11 vs 11 terá também o modo arcade 8 vs 8. Este novo modo de jogo se chamará "Footii Match", no qual poderá jogar com seu mii ou com estrelas do futebol como Ronaldinho, Wayne Rooney, entre outros, criados e personalizados para esta versão.

### Versão DS/PSP
Nas versões para Nintendo DS e PSP o modo "Be a Pro" é incluído pela primeira vez.

### Versão PS3
Foi anunciado que para versão do jogo na PS3 haverá um novo modo exclusivo: Adidas Live Season. Este modo permite que o desempenho dos jogadores no jogo se baseie no desempenho deles próprios na vida real.

### Versão Zeebo
Recentemente foi anunciado para o Zeebo em 2009 o jogo já vem gratuitamente no console. Trata-se de um port da versão para N-Gage 2.0.

## Estádios
Para os consoles Playstation 3 e Xbox 360 os estádios confirmados são os seguintes:
- Allianz Arena
- Aloha Park
- Anfield
- Azteca
- BayArena
- Camp Nou
- Crown Lane
- El Bombastico
- El Medio
- El Reducto
- Emirates Stadium
- Estadio de Las Artes
- Estadio del Pueblo
- Estadio Latino
- Euro Arena
- Euro Park
- Football Ground
- Fussball Stadion
- Stade de Gerland
- HSH Nordbank Arena
- Ivy Lane
- Mestalla
- Millenium Stadium
- O Dromo
- Old Trafford
- Olimpico Generico
- Olympiastadion
- Parc des Princes
- San Siro-Giuseppe Meazza
- Signal Iduna Park
- St. James' Park
- Stade des Arte
- Stade FIWC (Só para PS3)
- Stade Kokoto
- Stade Municipal
- Stade Vélodrome
- Stadio Classico
- Stadio Delle Alpi
- Stadio Olimpico
- Stadion 23. Maj
- Stadion Europa
- Stadion Hanguk
- Stadion Neder
- Stadion Olympik
- Stamford Bridge
- Terrain Carre
- Town Park
- Veltins-Arena
- Vicente Calderon
- Wembley Stadium

Ainda que a versão de PS2 inclua estádios como:
- Santiago Bernabeu
- Estadio Azteca
- Ibrox
- Celtic Park
- Hampden Park
- Estádio Ernst-Happel
- Estádio Olímpico de Atatürk
- Camp Nou
- Old Trafford

## Ligas e Torneios
A EA anunciou que haverá cerca de 500 times e 30 ligas. E também ao redor de 64 seleções, o mesmo número de FIFA 08.
A versão para Windows terá um Modo Torneio especial, onde terão um total de 61 torneios, incluindo 42 licencialmente oficializados, e os jogadores serão capazes de criar seus próprios torneios.
| - Liga Australiana - Bundesliga Austríaca¹ - Primeira Divisão Belga - Campeonato Brasileiro² - Gambrinus Checa - Superliga Dinamarquesa - Premier League Inglesa - 2.ª Divisão Inglesa - 3.ª Divisão Inglesa - 4.ª Divisão Inglesa³ - Ligue 1 Francês - Ligue 2 Francesa - Bundesliga Alemã - 2. Bundesliga Alemã - Liga Irlandesa | - Série A Italiano4 - Série B Italiano56 - K-League Coreana - Primeira Divisão Mexicana - Eredivisie Holandesa - Tippeligaen Norueguesa - Ekstraklasa Polaca7 - Liga Sagres - Premier League Escocesa - Liga BBVA Espanhola - Liga Adelante Espanhola - Allsvenskan Sueco8 - Axpo Super League Suíça - Süper Lig Turca - Major League Soccer Norte-americano |

- ¹SC Rheindorf Altach e SK Sturm Graz com escudos não licenciados.
- ²Goiás Esporte Clube e Sport Club Internacional com nomes das equipes, uniformes e escudos não licenciados.
- ³Chester City FC com nome da equipe e uniforme não licenciados.
- 4Bologna F.C. 1909, Calcio Catania, Cagliari Calcio, Genoa C.F.C., S.S.C. Napoli, U.S. Città di Palermo com nomes das equipes, uniformes e escudos não licenciados.
- 5A.C. Ancona, A.S. Cittadella, Salernitana Calcio 1919 com nomes das equipes, uniformes e escudos não licenciados.
- 6Modena FC e Treviso F.B.C. 1993 com uniformes oficiais da temporada anterior.
- 7Piast Gliwice, Polonia Warsaw, Śląsk Wrocław com nomes das equipes, uniformes e escudos não licenciados.
- 8AIK Fotboll, Djurgårdens IF Fotboll, Hammarby IF, IFK Göteborg com nomes das equipes, uniformes e escudos não licenciados.

### Resto do Mundo
| - AEK Atenas - Boca Juniors - Corinthians - FC Lausanne - FC St. Gallen - Fortaleza - Juventude - Kaiser Chiefs - Olympiakos | - Orlando Pirates - Panathinaikos - PAOK - Paraná - River Plate - Servette FC - Zagłębie Lubin - Classic XI - World XI | - Ponte Preta - São Caetano |

## Trilha sonora
A trilha sonora completa de FIFA 09 foi lançada pela EA Sports no dia 14 de Agosto de 2008. Lá estarão 42 canções de 21 países diferentes.
| - The Airborne Toxic Event - "Gasoline" - Black Kids - "I'm Not Gonna Teach Your Boyfriend How to Dance with You (The Twelves Remix)" - The Bloody Beetroots - "Butter" - Caesar Palace - "1ne" - Chromeo - "Bonafied Lovin' (Yuksek Remix)" - Cansei de Ser Sexy - "Jager Yoga" - Curumin - "Magrela Fever" - Cut Copy - "Lights and Music" - Damian Marley - "Something for You (Loaf of Bread)" - Datarock - "True Stories" - DJ Bitman - "Me Gustan" - Duffy - "Mercy" - Foals - "Olympic Airways" - The Fratellis - "Tell Me a Lie" - Gonzales - "Working Together (Boyze Noise remix)" - The Heavy - "That Kind of Man" - Hot Chip - "Ready for the Floor (Soulwax remix)" - Jakobínarína - "I'm a Villain" - Junkie XL - "Mad Pursuit" - Jupiter One - "Platform Moon" - Kasabian - "Fast Fuse" | - The Kissaway Trail - "61" - The Kooks - "Always Where I Need to Be" - Ladytron - "Runaway" - Lykke Li - "I'm Good I'm Gone" - Macaco - "Moving" - MGMT - "Kids" - My Federation - "What Gods are These" - Najwajean - "Drive Me" - The Pinker Tones - "The Whistling Song" - Plastilina Mosh - "Let U Know" - Radiopilot - "Fahrrad" - Reverend and the Makers - "Open Your Window" - Sam Sparro - "Black and Gold" - The Script - "The End Where I Begin - Señor Flavio - "Lo Mejor del Mundo" - Soprano - "Victory" - The Ting Tings - "Keep Your Head" - Tom Jones - "Feels Like Music (Junkie XL Remix)" - Ungdomskulen - "Modern Drummer" - The Veronicas - Untouched" - The Whip - "Muzzle #1" |